# Асоціація комункульту
Асоціа́ція комунку́льту (Асоціація робітників комуністичної культури, АсКК) — літературна організація, що утворилася на базі «Аспанфуту» у квітні — травні 1924 року в Києві.

## Історія
Асоціація робітників комуністичної культури проголошувала лівацькі лозунги деструкції та екструкції мистецтва, тобто тимчасового використання його в перехідний період як «засобу агітації й пропаганди ідей політичної боротьби». Організація відкидала класичні віршові форми як неприйнятні для пролетарської літератури.
Мала друковані органи: журнал «Гонг комункульта», який вийшов одним числом у травні 1924 року (Київ — Харків, редактор — Михайль Семенко) та містив твори українською і російською мовами; збірник «Гольфштром» (один випуск 1925 року в Харкові), що мав на меті створення «лівої прози та поезії» з гострою фабульністю, насиченістю фактами тощо. У збірнику «Гольфштром» простежується еволюція від властивого футуристам заперечення мистецтва взагалі до творення «лівого мистецтва».
Центральне бюро організації очолювали Михайль Семенко й Михайло Яловий, діяла також київська крайова АсКК (Микола Бажан та ін.). Угруповання охоплювало загалом близько 60 осіб.
Комункультівці порушували питання про планову організацію культури, раціоналізацію побуту, орієнтацію на нові види мистецтва (кіно, фотографія) тощо. Внаслідок кризи в АсКК частина її представників (Михайло Яловий, Олекса Слісаренко та ін.) перейшла до «Гарту» й того ж 1924 року відділилася група письменників, що утворила в Києві літературну організацію «Жовтень».
Асоціація комункульту припинила існування у квітні 1925 року.